# Chicken Girls
Chicken Girls es una serie web estadounidense protagonizada por Jules LeBlanc, Hayden Summerall, Hayley LeBlanc, Brooke Elizabeth Butler, Riley Lewis, Indiana Massara, Mads Lewis, Aliyah Moulden, Rush Holland, Dylan Conrique, Caden Conrique, Carson Lueders, entre otros. La serie fue producida por Brat TV y se estrenó en YouTube el 5 de septiembre de 2017.
La serie es conocida por las actuaciones de los actores del elenco, Jules LeBlanc, Hayden Summerall, Brooke Elizabeth Butler, Indiana Massara, entre otros. Una serie derivada, Chicken Girls: College Years,que sigue a Rooney y Birdie en la universidad de juntas, se estrenó el 2 de agosto de 2022.

## Sinopsis
Chicken Girls cuenta la historia de la estudiante de secundaria Rhyme McAdams y sus amigas, Ellie, Quinn y Kayla, conocidas como «The Chicken Girls», que han estado bailando juntas desde siempre. El espectáculo sigue a las chicas mientras navegan por el baile, la amistad, los enamoramientos y el aprendizaje de cómo crecer. Pero a medida que comienzan su primer año en Attaway High School (temporada 3), todo está cambiando.
En la temporada 7, Harmony ha encontrado su propio escuadrón de Chicken Girls. Con toda la apuñalada por la espalda, el secreto y el drama de los chicos, ¿puede el nuevo grupo de chicas sobrevivir a la escuela secundaria?.

## Reparto

### Principales
- Jules LeBlanc como Rhyme McAdams (principal, temporadas 1 y 6; recurrente, temporada 7; invitada, temporadas 8 y 9)
- Hayley LeBlanc como Harmony McAdams (temporadas 1 y 9)
- Hayden Summerall como Tommy «T.K.» Kaye (principal, temporadas 1, 2 y 6; recurrente, temporada 3, 7–8; invitado, temporada 5 y 9)
- Brooke Elizabeth Butler como Ellie Mack (principal, temporadas 1 y 6; recurrente, temporadas 7 y 8)
- Riley Lewis como Quinn Forrester (principal, temporadas 1 y 6; estrella invitada, temporada 7; recurrente, temporada 8)
- Indiana Massara como Rooney Forrester (principal, temporadas 1 y 6; recurrente, temporadas 7 y 8)
- Mads Lewis como Birdie Kaye (principal, temporadas 1 y 6; recurrente, temporada 7)
- Aliyah Moulden como Luna (temporadas 1 y 6)
- Rush Holland como Flash (principal, temporadas 1 y 6, invitado, temporada 9)
- Dylan Conrique como Kayla Seltzer (principal, temporadas 1 y 4; invitado, temporada 7)
- Caden Conrique como Tim Sharp (temporadas 1 y 4)
- Carson Lueders como Ace (principal, temporadas 1 y 3; invitado, temporadas 4 y 9)
- Matthew Keoni Sato como Robbie Robbins (principal, temporadas 2 y 5; recurrente, temporada 6)
- Paul Toweh como Ty Walker (principal, temporadas 3 y 6; invitado, temporada 8)
- Marlhy Murphy como Stephanie Stewart (principal, temporadas 3 y 6; recurrente, temporada 2)
- Donovan Miller como Wes (principal, temporadas 5 y 6; recurrente, temporada 7)
- Pilot Paisley-Rose como Astrid Davison (principal, temporadas 5 y 6; recurrente, temporada 7)
- Avani Gregg como Gemma (temporada 6)
- Coco Quinn como Katie (principal, temporada 7–present; invitado, temporada 5)
- Txunamy Ortiz como Brittany Diamond (principal, temporadas 7 y 8; estrella invitada, temporada 2 y 3)
- Enzo Lopez como Peyton «PK» Kaye (temporada 7–presente)
- Skyler Aboujaoude como Leyla (temporada 7 y 9)
- Santiago Carrera como Gus (temporadas 7 y 9)
- Matteo Gallegos como Jordan (temporadas 7 y 8)
- Liam-Alexander Newman como Darnell Walker (temporadas 7 y 9)
- Aidan Prince como Edward «Eggie» Kham (temporadas 7 y 9)
- Kheris Rogers como Bella «Bel» Bosker (temporada 7–presente)
- Elliana Walmsley como Claire Fitzroy (temporada 7–presente)
- Corinne Joy como Simone (principal, temporada 8–present; recurrente, temporada 7)
- Thaddeaus Ek como Leo (temporada 8)

### Recurrentes

#### Personajes en temporada 1
- Jeremiah Perkins como Hamilton (temporada 1 y 4)
- Kelsey Leon como Kimmie (temporadas 1 y 3)
- Erin Reese DeJarnette como Beth (temporadas 1 y 3)
- Tallinn Silva como Jade (temporadas 1 y 3)
- Jenna Davis como Monica Allen (temporadas 1 y 2)
- Breanna D'Amico como Sandy (temporadas 1 y 2)
- Greg Marks como Henry Barnett (temporadas 1 y 3)
- HRVY como Miles (temporadas 1)
- Caitlin Carmichael como Laney Raymond (temporada 1)
- Isabella Durham como Sierra Raymond (temporada 1)

#### Personajes en temporada 2
- Holly Gagnier como Robin Robbins (temporadas 2 y 3)
- Billy LeBlanc como Sr. Forrester (temporadas 2 y 3)
- Steven Parker como director Mathers (temporadas 2 y 3)
- Brooke Burke como Tiffany Mack (temporadas 2 y 3)
- Lilia Buckingham como Autumn Miller (temporada 2)
- Olivia Espara como Naomi (temporada 2)
- Grant Knoche como Jules (temporada 2)
- Christian Lalama como Paul (temporada 2)
- Ariel Martin como Dru (temporada 2)
- Aidette Cancino como Holly (temporada 2)
- Nathan Triska como Frankie (temporada 2)
- Brec Bassinger como Babs (temporada 2)
- Ben Alezart como Bagel (temporada 2)
- Andy Milder como Edward (temporada 2)
- Alex y Alan Stokes como Lukas y Roscoe (temporada 2)
- Paris Simone como Suzie (temporada 2)
- Cameron McLaeod como Billy Ridgeway (temporadas 2 y 5)

#### Personajes en temporada 3
- Lily Chee como Britney (temporadas 3 y 5)
- Sean Cavaliere como Spike Smith (recurrente, temporada 3; estrella invitada, temporadas 4 y 5)
- Jay Ulloa como Drake (temporadas 3 y 4)
- Heidi Kaufman como Suzy Kaye (temporadas 3 y 4)
- Emma Maddock como Mel (temporadas 3 y 5)
- Tatiana Turan como Molly McAdams (temporadas 3 y 5)
- Sissy Sheridan como Angie (temporada 3)
- Kaylyn Slevin como Beatrice (temporada 3)
- Isabelle Marcus como Becky 1 (temporada 3)
- Josie Nivar como Becky 2 (temporada 3)
- Rebecca Zamolo como Sra. Forrester (temporada 3)
- Luke Dodge como T.K. de joven (temporadas 3)
- Trinity Valenzuela como Rhyme de joven (temporadas 3 y 8)

#### Personajes en temporada 4
- Diezel Braxton como Arthur (temporadas 4 y 5)
- Paul Thomas Arnold como Junior Chambers (temporada 4–present)
- William Franklyn-Miller como Ezra Grant (temporada 4)
- Kiana Naomi como Effie (temporada 4)
- Alex Guzman como Jax Brinkman (temporada 4)
- Nataliz Jiménez como Elena (temporada 4)
- Dino Petrera como Billy (temporada 4)

#### Personajes en temporada 5
- Carter Southern como Isaac Jones
- Tariq Brown como Evan
- Kai Peters as Jesse Hawkins (temporad5)
- Blaine Maye como Johnny Valentine
- Catherine Grady como Sra. Henderson

#### Personajes en temporada 6
- Chris Romero como Carlos
- Gigi Cesare como Tonya
- Amelie Anstett como Sadie
- Anirudh Pisharody como Benji
- Kesley Leroy como Jessica

#### Personajes en temporada 7
- Andrew Davis II como Sr. Giamarra (temporadas 7 y 8)
- Sawyer Fuller como Portia (temporadas 7 y 8)
- Ansa Woo as Tanya Kham (temporada 7)
- Alyssa Gutierrez-Sierra como Star (temporada 7)

#### Personajes en temporada 8
- Brooklyn Courtney-Moore como Margo (temporadas 8 y 9)
- Lauren Rosa como Young Harmony (temporada 8)
- Ella Noel como Tamara (temporada 8)
- Mila Skye Rouse como Judy (temporada 8–presente)
- Sir Cornwell como Ernie (temporadas 8 y 9)
- Hailey Villarreal como Grace (temporada 8)

#### Personajes en temporada 9
- Mehra Marzbani como Yasmina
- Tina Hohman como Emerson
- Adriana Camposano como Poppy

#### Personajes en temporada 10
- Nicolette Peck como Ivy
- Lizzy Howell como Kara
- Raihyah como Bailey
- Ayumi Matsumoto como JJ
- Anna Mia Conley como Petra
- Meztli Quetzalcoatl como Theo
- Matthew Garbacz como Finn
- La'Ron Hines como Ben

## Episodios
| Temp. | Temp. | Episodios | Estreno original         | Estreno original        |
| Temp. | Temp. | Episodios | Primera emisión          | Última emisión          |
| ----- | ----- | --------- | ------------------------ | ----------------------- |
|       | 1     | 11        | 5 de septiembre de 2017  | 19 de diciembre de 2017 |
|       | 2     | 11        | 14 de febrero de 2018    | 15 de mayo de 2018      |
|       | 3     | 13        | 4 de septiembre de 2018  | 11 de diciembre de 2018 |
|       | 4     | 11        | 19 de marzo de 2019      | 28 de mayo de 2019      |
|       | 5     | 11        | 3 de septiembre de 2019  | 12 de noviembre de 2019 |
|       | 6     | 10        | 10 de marzo de 2020      | 12 de mayo de 2020      |
|       | 7     | 15        | 8 de septiembre de 2020  | 15 de diciembre de 2020 |
|       | 8     | 20        | 23 de marzo de 2021      | 27 de julio de 2021     |
|       | 9     | 9         | 26 de octubre de 2021    | 5 de abril de 2021      |
|       | 10    | 20        | 27 de septiembre de 2022 | 23 de mayo de 2023      |
|       | 11    | 10        | 29 de agosto de 2023     | 31 de octubre de 2023   |

## Producción
La producción y el rodaje de la primera temporada de la serie comenzaron el 6 de agosto de 2017. La serie fue reportada por primera vez por Variety el 21 de agosto de 2017.Alana Johnson fue elegida originalmente para una serie regular, pero abandonó el papel para producir su propia película. La segunda temporada se estrenó el 14 de febrero de 2018. En junio de 2018, Brat lanzó Chicken Girls: The Movie, que tiene lugar entre la segunda y la tercera temporada de Chicken Girls. El 9 de agosto de 2018, The Hollywood Reporter anunció que la temporada 3 se estrenaría el 4 de septiembre de 2018.
La película Brat Holiday Spectacular, con Annie LeBlanc, Indiana Massara, Aliyah Moulden, Mackenzie Ziegler y otros artistas de Chicken Girls, junto con el elenco de Total Eclipse y Boss Cheer, se estrenó en diciembre de 2018.La película tiene lugar entre la temporada 3 de Chicken Girls y Spring Breakaway. En marzo de 2019, Brat lanzó la película Spring Breakaway, protagonizada por Annie LeBlanc, Lilia Buckingham, Anna Cathcart, Kianna Naomi y William Franklyn Miller. Esta película tiene lugar entre la temporada 4 de Holiday Spectacular y Chicken Girls.
La serie se renovó para una cuarta temporada, que se estrenó el 19 de marzo de 2019.En agosto de 2019, Brat estrenó la película Intern-in-Chief, que contó con gran parte del elenco de Chicken Girls, en particular Annie LeBlanc, Brooke Elizabeth Butler, Riley Lewis y Kianna Naomi, con Indiana Massara, Hayley LeBlanc, Matt Sato, Rush Holland, Mads Lewis y Aliyah Moulden también apareciendo. La película tiene lugar entre la cuarta y la quinta temporada de Chicken Girls. La quinta temporada se estrenó el 3 de septiembre de 2019. En noviembre de 2019, la serie se renovó para una sexta temporada, que se estrenó el 10 de marzo de 2020.
En agosto de 2020, Brat anunció un nuevo elenco para la séptima temporada de Chicken Girls, que incluyó a Hayley LeBlanc, Coco Quinn, Txunamy Ortiz y Corrine Joy de Mani, así como a Enzo López, Elliana Wamsley, Matteo Gallegos, Michael Aboujaoude, Skyler Aboujaoude, Kheris Rogers, Aidan Prince, Santiago Carrera y Liam-Alexander Newman.Originalmente, la temporada estaba programada para estrenarse el 1 de septiembre de 2020, pero se retrasó hasta el 8 de septiembre. En 2020, se estrenó una serie documental entre bastidores Chicken Girls: The Docuseries junto con la temporada 7. La temporada 8 se filmó a partir del 1 de febrero de 2021 y se estrenó el 23 de marzo de 2021.

### Grabación
El lugar principal de rodaje de Chicken Girls, además de Brat Studios, es la Escuela Secundaria Ramona Convent. Se utilizó como escuela en la primera temporada de la serie, y en Chicken Girls: The Movie, también durante la mayor parte de la cuarta a la sexta temporada.

## Recepción

### Audiencia
Forbes informó que Chicken Girls y otro programa de Brat, Total Eclipse, ayudaron a la cadena a acumular una «audiencia leal» de 15 millones de espectadores únicos en tres meses que «la compañía está empezando a monetizar al pasar a la publicidad en 2019».
Chicken Girls: The Movie fue la película más vista en Brat de todos los tiempos, con más de 40 millones de visitas al 30 de diciembre de 2023. Brat Holiday Spectacular, con Jules LeBlanc (anteriormente como Annie LeBlanc), Indiana Massara, Aliyah Moulden, Mackenzie Ziegler, otro elenco de Chicken Girls, otro elenco de Total Eclipse, y más, ha sido visto más de 7,8 millones de veces hasta el 30 de diciembre de 2023. La película Spring Breakaway se ha visto más de 9,4 millones de veces, mientras que la película de Intern-in-Chief se ha visto más de 4,7 millones de veces, al 30 de diciembre de 2023.
| Temporada | Número de visitas (Primer episodio) | Número de visitas (Último episodio) |
| --------- | ----------------------------------- | ----------------------------------- |
| 1         | 18,430,608                          | 14,574,158                          |
| 2         | 10,720,548                          | 7,866,385                           |
| 3         | 7,428,356                           | 7,511,864                           |
| 4         | 6,966,916                           | 4,210,011                           |
| 5         | 4,181,099                           | 4,992,454                           |
| 6         | 6,320,612                           | 4,813,031                           |
| 7         | 5,301,362                           | 2,829,367                           |
| 8         | 3,349,061                           | 1,914,800                           |
| 9         | 3,179,957                           | 1,044,241                           |
| 10        | 601,579                             | 178,830                             |
| 11        | 527,057                             | 107,830                             |

### Nominaciones
| Año  | Premios         | Categoría            | Nominado/as   | Resultados | Ref.   |
| ---- | --------------- | -------------------- | ------------- | ---------- | ------ |
| 2018 | Premios Streamy | Best Drama Series    | Chicken Girls | Nominada   | [ 13 ] |
| 2018 | Premios Streamy | Best Acting in Drama | Annie LeBlanc | Nominada   | [ 13 ] |
| 2019 | Premios Streamy | Best Scripted Series | Brat TV       | Nominada   | [ 14 ] |
| 2019 | Premios Streamy | Best Acting          | Annie LeBlanc | Nominada   | [ 14 ] |

## Series derivadas
La popularidad de Chicken Girls ha llevado al equipo de Brat TV a producir series spin-offs que acompañan al programa. La primera serie, Rooney's Last Roll, sigue a Rooney Forrester mientras lucha por seguir adelante con su relación con Stephanie después de encontrar un rollo de película de la última vez que estuvieron juntos. Se estrenó el 11 de noviembre de 2020.
Una segunda serie derivada, Chicken Girls: College Years, sigue a Rooney y Birdie mientras comienzan sus nuevas vidas en la universidad y se encuentran con nuevos desafíos en el camino.Se estrenó el 2 de agosto de 2022.
Una tercera serie derivada, Chicken Girls: Forever Team, se centra en Simone y sus amigos, que tienen que navegar por su vida con Harmony que se ha mudado. Se estrenó el 3 de noviembre de 2022.
Además, Chicken Girls: The Docuseries fue un spin-off más centrado en el elenco y detrás de las escenas de la temporada 7 (a diferencia de los otros spin-offs directos que tienen lugar dentro del universo de la serie). Se estrenó el 1 de octubre de 2020.